# Nižný Hrušov
Nižný Hrušov és un poble i municipi d'Eslovàquia. Es troba a la regió de Prešov, al nord del país.

## Història
La primera referència escrita de la vila data del 1254.

## Demografia
| Godina             | 1994 | 2004   | 2014   | 2024   |
| ------------------ | ---- | ------ | ------ | ------ |
| Nombre de persones | 1704 | 1666   | 1592   | 1501   |
| Diferència         |      | −2,23% | −4,44% | −5,71% |

| Godina             | 2023 | 2024   |
| ------------------ | ---- | ------ |
| Nombre de persones | 1500 | 1501   |
| Diferència         |      | +0,06% |